# L'arca (film 2025)
L'arca è un film del 2025 diretto da Giorgio Caporali alla sua opera prima.

## Trama
Martin e Ryan sono due giovani ventenni stanchi delle loro vite. Ryan, ragazzo africano arrivato in Italia illegalmente cercando di realizzare i suoi sogni, non riesce a trovare il suo posto e vorrebbe tornare a casa.

## Distribuzione
Il film è stato distribuito nelle sale cinematografiche italiane il 21 luglio 2025.